# Dispute Resolution Organization
A "dispute resolution organization" (magyarul: Konfliktusmegoldó Szervezet) kifejezést az anarcho-kapitalista filozófus Stefan Molyneux alkotta meg "Stateless Society:An Examination of Alternatives" című kiadványában.
Molyneux elképzelése szerint a teoretikus állam nélküli társadalomban a Konfliktus Megoldó Szervezet (az angol kifejezésből képzett mozaikszó nyomán DRO)  egy magáncég lenne, amely  kliensei nevében szerződéseket hajtatna végre és konfliktusokat oldana meg, helyettesítve a korábban a kormány monopóliumát képező szolgáltatást.  Ezek a cégek önkéntesen kötött szerződés keretein belül biztosítanának - vagy lépnének egyezségre más cégekkel ennek érdekében - olyan szolgáltatásokat, mint a közvetítés, a kártérítés, a személy védelme, vagy a hitelességi jótállás. Lényegében a jelenlegi magán védelmi szolgáltatások/magánrendőrségek, biztosítótársaságok, hitelminősítők és az alternatív konfliktusmegoldó ügynökségek tulajdonságait ötvöznék.
Elméletben a DRO-k piaci anarchista avagy anarcho-kapitalista rendszerben működnének. Felvetődött, hogy az ilyen cégek a szabad piacon versenyeznének egymással, miközben megbízhatóságukat és szolgáltatásuk minőségét független értékelő bizottságok követnék figyelemmel. A vásárlók jóhírét és megbízhatóságát szintén továbbíthatnák ezeknek az értékelő bizottságoknak a DRO-k.